# În căutarea visului pe Marte
În căutarea visului pe Marte (titlu original: Moonshot) este un film american SF de comedie romantică din 2022 regizat de Christopher Winterbauer. Rolurile principale au fost interpretate de actorii Cole Sprouse, Lana Condor, Mason Gooding, Emily Rudd și Zach Braff. 

## Distribuție
- Cole Sprouse - Walt
- Lana Condor - Sophie Tsukino
- Mason Gooding - Calvin
- Emily Rudd - Ginny
- Christine Adams - Jan
- Michelle Buteau - Captain Tarter
- Zach Braff - Leon Kovi
- Cameron Esposito - Tabby
- Sunita Deshpande - Celeste
- Davey Johnson - Earl
- Lukas Gage - Dalton